# Agrostis asperigluma
Agrostis asperigluma é uma espécie de gramínea do gênero Agrostis, pertencente à família Poaceae.